# Shakālgūrāb
Shakālgūrāb (persiska: شکالگوراب, Shekāl Gūrāb-e Bālā) är en ort i Iran.   Den ligger i provinsen Gilan, i den nordvästra delen av landet, 250 km nordväst om huvudstaden Teheran. Shakālgūrāb ligger 55 meter över havet och antalet invånare är 579.
Terrängen runt Shakālgūrāb är platt åt nordost, men åt sydväst är den kuperad. Runt Shakālgūrāb är det ganska tätbefolkat, med 111 invånare per kvadratkilometer. Närmaste större samhälle är Fūman, 3,4 km nordost om Shakālgūrāb. Trakten runt Shakālgūrāb består till största delen av jordbruksmark.